# Bouncer (bande dessinée)
Pour les articles homonymes, voir Bouncer.
Bouncer est une série de bande dessinée française écrite par Alejandro Jodorowsky et dessinée par François Boucq. À partir du tome 10, Alejandro Jodorowsky abandonne la série et François Boucq assure également le scénario.

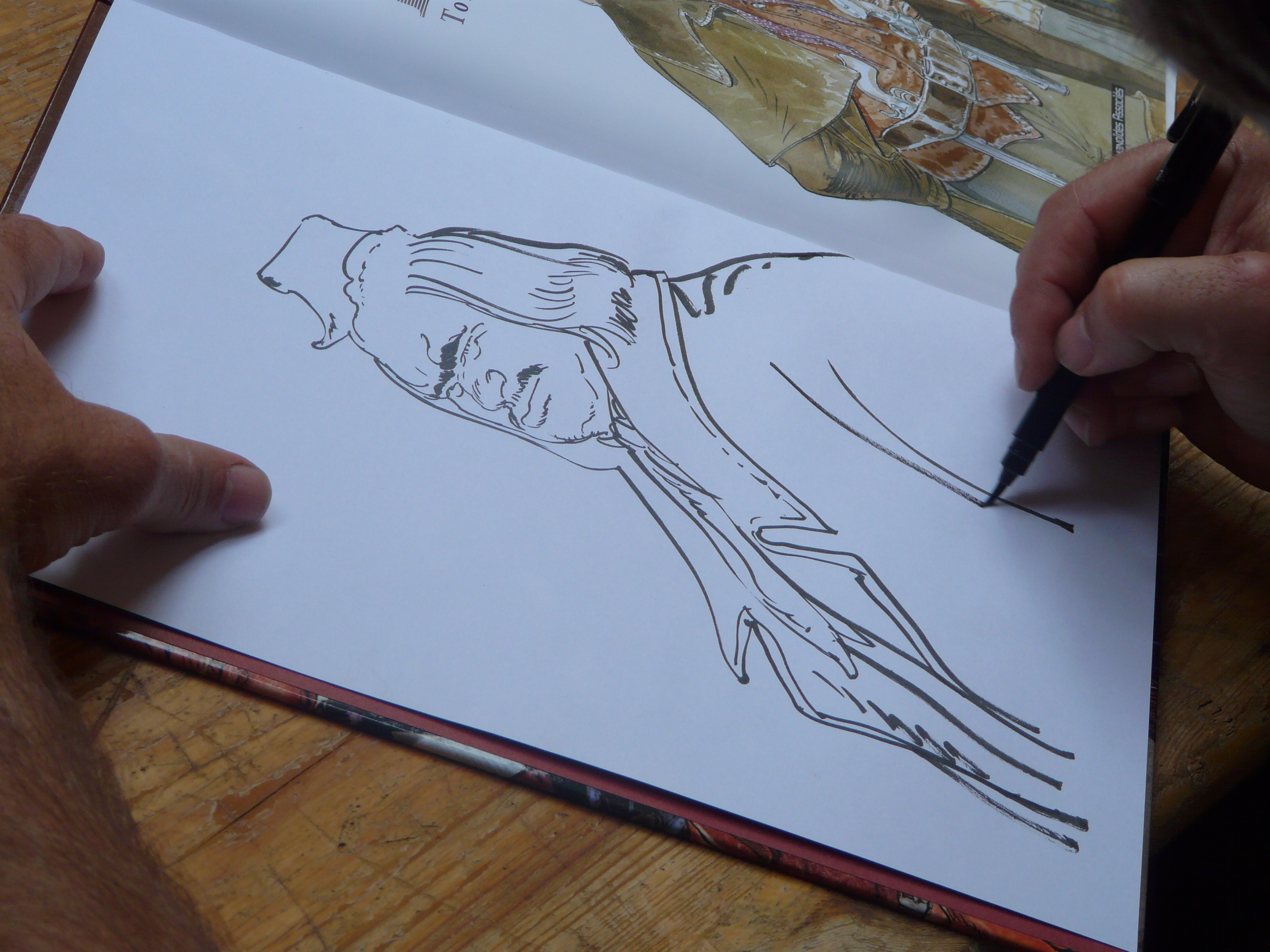
Un des personnages du Bouncer, dessiné par Boucq au festival de bande dessinée de Solliès-Ville en 2008.

Les coloristes sont Ben Dimagmaliw (tome 1), Nicolas Fructus (t. 1 à 3), Sébastien Gérard (t. 4 à 7), Florent Bossard (t. 7), Alexandre Boucq (t. 8 à 12).
Les sept premiers volumes sont édités par Les Humanoïdes Associés entre 2001 et 2009, Glénat prenant la suite à partir du tome 8, en 2012.

## Synopsis
Le bouncer (« videur », en anglais populaire) est un manchot qui s’occupe de la sécurité au saloon l’Infierno. Malgré son handicap, c'est un redoutable tireur. Lorsque son neveu, devenu orphelin, lui demande son aide, cela l'amène à renouer avec un passé douloureux. Ses deux frères et lui sont les enfants bâtards d’une prostituée itinérante, avec laquelle ils ont commis nombre de méfaits. Le dernier a conduit à la dislocation de la famille : en se disputant un diamant, l'un s’est retrouvé borgne, l'autre manchot et la mère s'est suicidée. Depuis, l'aîné est devenu pasteur, le bouncer a trouvé protection auprès d'El Diablo, son mystérieux employeur, et le troisième est resté hors-la-loi.
Les tribulations du bouncer l'amèneront à élucider la série d’assassinats de notables de la ville, tous tués par une morsure de serpent.

## Albums
1. Un diamant pour l’au-delà, 2001 - 54 planches -  (ISBN 2-7316-1426-9)[1]
2. La Pitié des bourreaux, 2002 - 59 planches -  (ISBN 2-7316-6143-7)
3. La Justice des serpents, 2003 - 56 planches -  (ISBN 2-7316-6264-6)[2]
4. La Vengeance du manchot, 2005 - 54 planches -  (ISBN 2-7316-1725-X)
5. La Proie des louves, 2006 - 62 planches -  (ISBN 2-7316-1825-6)
6. La Veuve noire, 2008 - 54 planches -  (ISBN 978-2-7316-2169-3)
7. Cœur double, 2009 - 60 planches -  (ISBN 978-2-7316-2242-3)
8. To Hell, 2012 - 58 planches -  (ISBN 978-2-7234-8700-9)
9. And back, 2013 - 64 planches -  (ISBN 978-2-7234-8701-6)
10. L’Or maudit, 2018 -  (ISBN 978-2-344-00960-4)
11. L’Échine du dragon, 2018 -  (ISBN 978-2-344-02772-1)
12. Hécatombe, 2023 - 139 planches -  (ISBN 978-2-331-07904-7)

Une édition intégrale des tomes 1 à 7 est parue en 2010.

## Résumés

### Un diamant pour l’au-delà
La confédération sudiste a volé en éclats, mais un petit groupe d'hommes dirigés par le capitaine Ralton reste persuadé que la victoire est encore possible. Ils pillent et violent sur leur passage afin de financer de futures opérations. Dans le même temps, Ralton recherche un fabuleux diamant qui avait appartenu à sa mère. Pour le retrouver, il assassine son propre frère sous les yeux du fils de celui-ci, Seth.
Seth arrivera à s’enfuir et ira se réfugier auprès de son autre oncle, le « Bouncer ».

### La Pitié des bourreaux
Le Bouncer entraîne chaque jour Seth à devenir un pistolero afin qu’il puisse venger ses parents en tuant son oncle Ralton. Seth tombe amoureux d’une jeune institutrice, Deborah, qui n’est autre que la fille de Ralton. Le Bouncer et Seth mettent en place un stratagème pour que la jeune fille se rende compte de qui est réellement son père.

## Publication

### Éditeurs
- Les Humanoïdes Associés : tomes 1 à 7 (première édition des tomes 1 à 7)
- Les Humanoïdes Associés : tirage de tête des tomes 1, 4 et 5
- Canal BD : tirage de tête du tome 2
- BD Must : tirage de tête du tome 6
- Les Humanoïdes Associés : intégrales t. 1 et 2 (2007), t. 3 à 5 (2012), coffret t. 1 à 7 (2010)
- Glénat : tomes 8 à 12 (première édition des tomes 8 à 12)
- Zabounga : tirages de tête du tome 8 et 9

## Prix
- 2013 :  Italie Prix Micheluzzi de la meilleure série de bande dessinée étrangère